# Saguinus geoffroyi
Saguinus geoffroyi és una espècie de mico de la família dels cal·litríquids que viu a Colòmbia i Panamà.